# أنجليكي باناجيوتاو
أنجيليكي باناجيوتاتو (باليونانية: Αγγελική Παναγιωτάτου ؛ 1875 أو 1878 - 1954) كانت طبيبًة يونانيًة وعالمة ميكروبيولوجي. كانت أول طبيبة تخرجت في اليونان الحديثة من جامعة في اليونان (تأهلت قبلها ماريا كالابوثاكيس في خارج اليونان).

## سيرتها
ولدت باناجيوتاتو في اليونان وشقيقتها ألكسندرا، وكانتا أول طالبتين تم قبولهما في كلية الطب بجامعة أثينا في عام 1893، بعد إثبات عدم وجود قانون رسمي يمنع النساء من الالتحاق بالجامعة في اليونان. في عام 1897، أصبحت أول امرأة تتخرج من كلية الطب في أثينا.
بعد أن أكملت دراسات أخرى في ألمانيا، عادت إلى جامعة أثينا كمحاضرة: كانت أول محاضرة في مختبر النظافة في كلية الطب بأثينا.
احتج الطلاب ورفضوا حضور فصولها الدراسية لأنها امرأة، فاضطرت إلى الاستقالة. انتقلت إلى «مصر» حيث أصبحت أستاذة في علم الأحياء الدقيقة بجامعة القاهرة متخصصة في أمراض المناطق المدارية ومديرة مستشفى «الإسكندرية» العام. في عام 193، عادت إلى اليونان وعُينت أستاذة في كلية الطب بجامعة أثينا. أصبحت أول نائبة لأستاذ علم النظافة وطب المناطق الحارة في اليونان، وفي عام 1947 أصبحت أستاذًا فخريًا في كلية الطب بأثينا وفي عام 1950 أصبحت أول عضوة في أكاديمية أثينا.